# تشارلز جينينغز
تشارلز جينينغز هو صحفي كندي، ولد في 1908 في تورونتو في كندا، وتوفي في 1973.